# Kenza Zouiten
Kenza Zouiten Subosic (uttal: /kinsa sʉ̟ɪten/), född 21 april 1991 i Husby-Ärlinghundra församling i Stockholms län, är en svensk modell, bloggare och entreprenör. Hon driver bloggen Kenzas sedan 2006 och är grundare av klädmärket Ivyrevel. Hennes far var från Marocko och hennes mor är från Sverige. Hon är uppvuxen i Nacka, Stockholms län, men bodde i Marocko från två till sex års ålder.

## Utbildning och karriär
Kenza Zouiten gick ut Cybergymnasiet i Stockholm våren 2009 där hon läste samhällskunskap-ekonomi. Därefter har hon arbetat med att designa skor, kläder och smycken för Jofama, Wildflower och Guldfynd. Hon har arbetat för MTV som VJ/reporter. Zouiten har varit modell i kampanjer för bland annat smyckeskedjan Guldfynd, Ur & Penn och JC. Hon har även varit med på kända tidningsomslag som bland andra VeckoRevyn, Frida, Magazine Café, Bubbleroom Magazine, Barely Legal, och Solo samt några utländska modetidningar.
År 2010 fick hon i uppdrag av MTV att följa bandet Tokio Hotels turné i Norden. Zouiten medverkade i första avsnittet av Bella & Tyra Show, innan hon tog Bellas plats i webb-tv-programmet och under hösten 2010 var Zouiten programledare för webb-tv-programmet Kenza & Tyra show på Nyheter24 tillsammans med Tyra Sjöstedt. I programmet spelade hon bland annat tillsammans med Sjöstedt och artisten Darin in en låt (Microphone). Hon blev därefter uppmärksammad av både Universal Music och Sony Music och erbjuden ett skivkontrakt. Zouiten valde att samarbeta med Universal Music, men ingen låt släpptes då Universal hade planerat en turné med Zouiten efter en väldigt kort tid som hon inte kände sig bekväm med.
Under hösten 2011 var Zouiten programledare på Kanal 5 i programmet Modelljakten. Den 13 juni 2013 startade Zouiten sitt eget klädmärke Ivyrevel.com där hon är suppleant. Hon designar plaggen själv. I januari 2021 bekräftade Zouiten att konkursansökan för Ivyrevel hade lämnats in.
Zouiten var en av deltagarna i Let's Dance 2014, där hon dansade tillsammans med Calle Sterner och slutade på en 5:e plats.
Zouiten är även modell för agenturen Elite Model Management.

## Bloggen
Kenza Zouiten startade sin blogg i december 2006 och skriver om sitt liv, arbete och mode. När Kenza var 16 år gjordes ett inslag i Metro om att hennes blogg var större än Carl Bildts, vilket skapade stor debatt. 5 oktober 2009 bekräftade hon att hon hade fått över 100 000 unika besökare per dag. Kenza kritiserade vid ett tillfälle en läsare i sin blogg och publicerade läsarens IP-adress. Därvid bröt hon mot svensk lag, vilket svenska media uppmärksammade.

## Utmärkelser
År 2008 vann hon kategorin Årets bästa blogg på Veckorevyns Blog Awards. År 2009 utsågs bloggen till Årets modeblogg vid utdelningen av Aftonbladets stora bloggpris. Hon vann även Årets modeblogg vid Finest Awards. I september 2011 fick Zouiten priset för Årets elitbloggare på Veckorevyns Blog Awards. I februari 2012 vann Zouitens blogg priset som Årets internationella blogg på Bloglovin Awards i New York. År 2013 vann hon Årets personliga blogg samt Årets modeblogg vid Finest Awards. 2014 vann Zouiten priset för Most Influental Fashion Blog vid Stylight Fashion Blogger Awards under Mercedes-Benz Fashion Week i Berlin.

## Privatliv
Zouiten är sedan 29 juli 2017 gift med Aleksandar Subosic, som tävlat för Sveriges landslag i karate. Paret träffades på galan "Det stora bloggpriset" den 2 februari 2009. Paret har tre barn, födda 2019, 2021 respektive 2023 tillsammans.  Zouiten lider av tidigt klimakterium och har varit öppen med sina svårigheter att bli gravid.